# Xiuladora sonsa
La xiuladora sonsa (Pachycephala griseonota) és un ocell de la família dels paquicefàlids (Pachycephalidae).

## Hàbitat i distribució
Habita boscos i manglars a les illes Banggai i Sula, properes a la costa oriental de Sulawesi, i bona part de les illes Moluques.